# Gymnothorax
Gymnothorax – rodzaj ryb promieniopłetwych z podrodziny Muraeninae w obrębie rodziny murenowatych (Muraenidae).

## Rozmieszczenie geograficzne
Do rodzaju należą gatunki występujące w wodach Oceanu Atlantyckiego, Oceanu Indyjskiego i Oceanu Spokojnego oraz Morza Czerwonego i Morza Śródziemnego.

## Morfologia
Długość ciała do 300 cm; masa ciała (największa opublikowana) 30 kg.

## Systematyka
Rodzaj zdefiniował w 1795 roku niemiecki przyrodnik Marcus Elieser Bloch w publikacji własnego autorstwa poświęconej historii naturalnej zagranicznych ryb. Gatunkiem typowym jest (późniejsze oznaczenie przez ICZN) G. reticularis.

### Etymologia
- Gymnothorax: gr. γυμνος gumnos ‘goły, nagi’; θωραξ thōrax, θωρακος thōrakos ‘klatka piersiowa’[21].
- Thaerodontis: θαιρoς thairos ‘zawiasy drzwi’[22]; οδους odous, οδοντος odontos ‘ząb’[23]. Gatunek typowy (późniejsze oznaczanie): Thaerodontis reticulata McClelland, 1844 (= Gymnothorax favagineus Bloch & Schneider, 1801)[11].
- Siderea (Sidera): gr. σιδηρoς sidēros ‘żelazo’[24]. Gatunek typowy (absolutna tautonimia): Muraena siderea Richardson, 1848 (= Muraena picta Ahl, 1789).
- Thyrsoidea: gr. θυρσος thursos ‘łodyga’[25]; ιδεα idea ‘forma, kształt’[26]. Gatunek typowy (absolutna tautonimia): Muraena thyrsoidea Richardson, 1845.
- Polyuranodon: gr. πολυς polus ‘dużo, wiele’[27]; ουρανος ouranos ‘podniebienie’[28]; οδους odous, οδοντος odontos ‘ząb’[23]. Gatunek typowy (oznaczenie monotypowe): Polyuranodon kuhli Kaup, 1856 (= Muraena polyuranodon Bleeker, 1853).
- Neomuraena: gr. νεος neos ‘nowy’; łac. muraena ‘murena’, od gr. μυραινα muraina ‘murena’[21]. Gatunek typowy (oznaczenie monotypowe): Neomuraena nigromarginata Girard, 1858.
- Priodonophis: gr.πριων priōn, πριονος prionos ‘piła’[29]; οδους odous, οδοντος odontos ‘ząb’[23]; οφις ophis, οφεως opheōs ‘wąż’[30]. Gatunek typowy (oznaczenie monotypowe): Gymnothorax ocellatus Agassiz, 1831.
- Taeniophis: gr. ταινια tainia „opaska, taśma”[31]; οφις ophis, οφεως opheōs ‘wąż’[30]. Gatunek typowy (późniejsze oznaczenie): Taeniophis westphali Kaup, 1859 (= Gymnothorax funebris Ranzani, 1839)[32].
- Pseudomuraena: gr. ψευδος pseudos ‘fałszywy’[33]; rodzaj Muraena Linnaeus, 1758. Gatunek typowy (oznaczenie monotypowe): Pseudomuraena maderensis Johnson, 1862.
- Rabula: łac. rabula ‘awanturnik, krzykacz’, od rabere ‘być szalonym’[34]. Gatunek typowy (oryginalne oznaczenie): Muraena davisi Fowler, 1912 (= Muraena mordax Ayres, 1859)[c].
- Lycodontis: gr. λυκος lukos ‘wilk’; οδους odous, οδοντος odontos ‘ząb’[21]. Gatunek typowy (oryginalne oznaczenie): Lycodontis literata McClelland, 1844 (= Muraenophis tile Hamilton, 1822).
- Ahynnodontophis: gr. przedrostek negatywny α- a-; ὑνις hynis, ὑνεως hyneōs ‘lemiesz’; οδους odous, οδοντος odontos ‘ząb’; οφις ophis, οφεως opheōs ‘wąż’[12]. Gatunek typowy (oryginalne oznaczenie (również monotypowe)): Gymnothorax (Ahynnodontophis) stigmanotus Fowler, 1912 (= Sidera castanea Jordan & Gilbert, 1883).
- Verdithorax: fr. verd ‘zielony’[36]; θωραξ thōrax, θωρακος thōrakos ‘klatka piersiowa’[37]. Gatunek typowy (oryginalne oznaczenie): Muraena prasina Richardson, 1848.
- Notorabula: gr. νοτος notos ‘południe’[38]; rodzaj Rabula Jordan & Davis, 1891. Gatunek typowy (oryginalne oznaczenie (również monotypowe)): Muraena callorhyncha Günther, 1870 (= Muraena prasina Richardson, 1848).
- Heteromyrus: gr. ἑτερος heteros ‘różny, inny’[39]; mυros myros ‘gatunek węgorza morskiego’[40]. Gatunek typowy (oznaczenie monotypowe): Heteromyrus atolli Pietschmann, 1935.
- Serranguilla: łac. serra ‘piła’[41]; anguilla ‘węgorz’, od anguis ‘wąż’; przyrostek zdrabniający -illus-a-um[42]. Gatunek typowy (oryginalne oznaczenie (również monotypowe)): Gymnothorax prionodon Ogilby, 1895.
- Chasmenchelys: gr. χασμα khasma, χασματος khasmatos ‘szeroko otwarte usta’[43]; εγχελυς enkhelus ‘węgorz’[44]. Gatunek typowy (oryginalne oznaczenie (również monotypowe)): Muraena panamensis Steindachner, 1876.

### Podział systematyczny
Do rodzaju należą następujące gatunki:

- Gymnothorax afer Bloch, 1795
- Gymnothorax albimarginatus (Temminck & Schlegel, 1846)
- Gymnothorax andamanensis Mohapatra, Kiruba-Sankar, Praveenraj & Mohanty, 2019
- Gymnothorax angusticauda (Weber & de Beaufort, 1916)
- Gymnothorax angusticeps (Hildebrand & Barton, 1949)
- Gymnothorax annasona Whitley, 1937
- Gymnothorax annulatus Smith & Böhlke, 1997
- Gymnothorax atolli (Pietschmann, 1935)
- Gymnothorax aurocephalus Nashad, Mohapatra, Varghese, Ramalingam, Bineesh & Mohanty, 2020
- Gymnothorax australicola Lavenberg, 1992
- Gymnothorax austrinus Böhlke & McCosker, 2001
- Gymnothorax bacalladoi Böhlke & Brito, 1987
- Gymnothorax baranesi Smith, Brokovich & Einbinder, 2008
- Gymnothorax bathyphilus Randall & McCosker, 1975
- Gymnothorax berndti Snyder, 1904
- Gymnothorax breedeni McCosker & Randall, 1977
- Gymnothorax buroensis (Bleeker, 1857)
- Gymnothorax castaneus (Jordan & Gilbert, 1883)
- Gymnothorax castlei Böhlke & Randall, 1999
- Gymnothorax cephalospilus Böhlke & McCosker, 2001
- Gymnothorax chilospilus Bleeker, 1864
- Gymnothorax chlamydatus Snyder, 1908
- Gymnothorax chlorostigma (Kaup, 1856)
- Gymnothorax cinerascens (Rüppell, 1830)
- Gymnothorax conspersus Poey, 1867
- Gymnothorax cribroris Whitley, 1932
- Gymnothorax davidsmithi McCosker & Randall, 2008
- Gymnothorax dovii (Günther, 1870)
- Gymnothorax elaineheemstrae Sithole, Smith, Mwale & Gouws, 2020
- Gymnothorax elegans Bliss, 1883
- Gymnothorax emmae Prokofiev, 2010
- Gymnothorax enigmaticus McCosker & Randall, 1982
- Gymnothorax equatorialis (Hildebrand, 1946)
- Gymnothorax eurostus (Abbott, 1860)
- Gymnothorax eurygnathos Böhlke, 2001
- Gymnothorax favagineus Bloch & Schneider, 1801 – murena cętkowana[45]
- Gymnothorax fimbriatus (Bennett, 1832)
- Gymnothorax flavimarginatus (Rüppell, 1830)
- Gymnothorax flavoculus (Böhlke & Randall, 1996)
- Gymnothorax formosus Bleeker, 1864
- Gymnothorax funebris Ranzani, 1839 – murena zielona[45]
- Gymnothorax fuscomaculatus (Schultz, 1953)
- Gymnothorax gracilicauda Jenkins, 1903
- Gymnothorax griseus (Lacépède, 1803) – murena szara[45]
- Gymnothorax hansi Heemstra, 2004
- Gymnothorax hepaticus Rüppell, 1830)
- Gymnothorax herrei Beebe & Tee-Van, 1933
- Gymnothorax hubbsi Böhlke & Böhlke, 1977
- Gymnothorax indicus Mohapatra, Ray, Smith & Mishra, 2016
- Gymnothorax intesi (Fourmanoir & Rivaton, 1979)
- Gymnothorax isingteena (Richardson, 1845)
- Gymnothorax javanicus (Bleeker, 1859) – murena olbrzymia[46]
- Gymnothorax johnsoni (Smith, 1962)
- Gymnothorax kidako (Temminck & Schlegel, 1846)
- Gymnothorax kolpos Böhlke & Böhlke, 1980
- Gymnothorax kontodontos Böhlke, 2000
- Gymnothorax longinaris Allen, Erdmann & Sianipar, 2018
- Gymnothorax longinquus (Whitley, 1948)
- Gymnothorax maderensis (Johnson, 1862)
- Gymnothorax mareei Poll, 1953
- Gymnothorax margaritophorus Bleeker, 1864
- Gymnothorax marshallensis (Schultz, 1953)
- Gymnothorax mccoskeri Smith & Böhlke, 1997
- Gymnothorax megaspilus Böhlke & Randall, 1995
- Gymnothorax melanosomatus Loh, Shao & Chen, 2011
- Gymnothorax melatremus Schultz, 1953 – moringa karłowata[45]
- Gymnothorax meleagris (Shaw, 1795) – moringa plamista[45]
- Gymnothorax microstictus Böhlke, 2000
- Gymnothorax miliaris (Kaup, 1856)
- Gymnothorax minor (Temminck & Schlegel, 1846)
- Gymnothorax mishrai Ray, Mohapatra & Smith, 2015
- Gymnothorax moluccensis (Bleeker, 1864)
- Gymnothorax monochrous (Bleeker, 1856)
- Gymnothorax monostigma (Regan, 1909)
- Gymnothorax mordax (Ayres, 1859)
- Gymnothorax moringa (Cuvier, 1829) – moringa cętkowana[47]
- Gymnothorax mucifer Snyder, 1904
- Gymnothorax nasuta de Buen, 1961
- Gymnothorax neglectus Tanaka, 1911
- Gymnothorax nigromarginatus (Girard, 1858)
- Gymnothorax niphostigmus Chen, Shao & Chen, 1996
- Gymnothorax nubilus (Richardso, 1848)
- Gymnothorax nudivomer (Günther, 1867)
- Gymnothorax nuttingi Snyder, 1904
- Gymnothorax obesus (Whitley, 1932)
- Gymnothorax ocellatus Agassiz, 1831
- Gymnothorax odishi Mohapatra, Mohanty, Smith, Mishra & Roy, 2018
- Gymnothorax panamensis (Steindachner, 1876)
- Gymnothorax parini Collette, Smith & Böhlke, 1991
- Gymnothorax paucivertebralis Allen, Erdmann & Sianipar, 2018
- Gymnothorax phalarus Bussing, 1998
- Gymnothorax pharaonis Smith, Bogorodsky, Mal & Alpermann, 2019
- Gymnothorax phasmatodes (Smith, 1962)
- Gymnothorax philippinus Jordan & Seale, 1907
- Gymnothorax pictus (Ahl, 1789) – murena pieprzowa[46]
- Gymnothorax pikei Bliss, 1883
- Gymnothorax pindae Smith, 1962
- Gymnothorax poikilospilus Chen & Huang, 2022
- Gymnothorax polygonius Poey, 1875
- Gymnothorax polyspondylus Böhlke & Randall, 2000
- Gymnothorax polyuranodon (Bleeker, 1854)
- Gymnothorax porphyreus (Guichenot, 1848)
- Gymnothorax prasinus (Richardson, 1848)
- Gymnothorax prionodon Ogilby, 1895
- Gymnothorax prismodon Böhlke & Randall, 2000
- Gymnothorax prolatus Sasaki & Amaoka, 1991
- Gymnothorax pseudoherrei Böhlke, 2000
- Gymnothorax pseudokidako Huang, Loh & Liao, 2021
- Gymnothorax pseudomelanosomatus Loh, Shao & Chen, 2015
- Gymnothorax pseudoprolatus Smith, Hibino & Ho, 2018
- Gymnothorax pseudothyrsoideus (Bleeker, 1853)
- Gymnothorax pseudotile Mohapatra, Smith, Ray, Mishra & Mohanty, 2017
- Gymnothorax punctatofasciatus Bleeker, 1863
- Gymnothorax punctatus Bloch & Schneider, 1801
- Gymnothorax randalli Smith & Böhlke, 1997
- Gymnothorax reevesii (Richardson, 1845)
- Gymnothorax reticularis Bloch, 1795
- Gymnothorax richardsonii (Bleeker, 1852)
- Gymnothorax robinsi Böhlke, 1997
- Gymnothorax rueppelliae (McClelland, 1844)
- Gymnothorax ryukyuensis Hatooka, 2003
- Gymnothorax sagmacephalus Böhlke, 1997
- Gymnothorax saxicola Jordan & Davis, 1891
- Gymnothorax serratidens (Hildebrand & Barton, 1949)
- Gymnothorax shaoi Chen & Loh, 2007
- Gymnothorax smithi Sumod, Mohapatra, Sanjeevan, Kishor & Bineesh, 2019
- Gymnothorax sokotrensis Kotthaus, 1968
- Gymnothorax steindachneri Jordan & Evermann, 1903
- Gymnothorax taiwanensis Chen, Loh & Shao, 2008
- Gymnothorax tamilnaduensis Kodeeswaran, Kantharajan, Mohapatra, Kumar & Sarkar, 2023
- Gymnothorax thyrsoideus (Richardson, 1845)
- Gymnothorax tile (Hamilton, 1822)
- Gymnothorax undulatus (Lacépède, 1803)
- Gymnothorax unicolor (Delaroche, 1809) – moringa brunatna[48]
- Gymnothorax vagrans (Seale, 1917)
- Gymnothorax verrilli (Jordan & Gilbert, 1883)
- Gymnothorax vicinus (Castelnau, 1855) – murena brunatna[47]
- Gymnothorax vietnamensis Smith, Hibino & Ho, 2018
- Gymnothorax visakhaensis Mohapatra, Smith, Mohanty, Mishra & Tudu, 2017
- Gymnothorax walvisensis Prokofiev, 2009
- Gymnothorax woodwardi McCulloch, 1912
- Gymnothorax ypsilon Hatooka & Randall, 1992
- Gymnothorax zonipectis Seale, 1906